# Parcus-Haus
|                                       | Dieser Artikel wurde im Portal München zur Verbesserung eingetragen. Hilf mit, ihn zu bearbeiten, und beteilige dich an der Diskussion! |
| Vorlage:Portalhinweis/Wartung/München | |

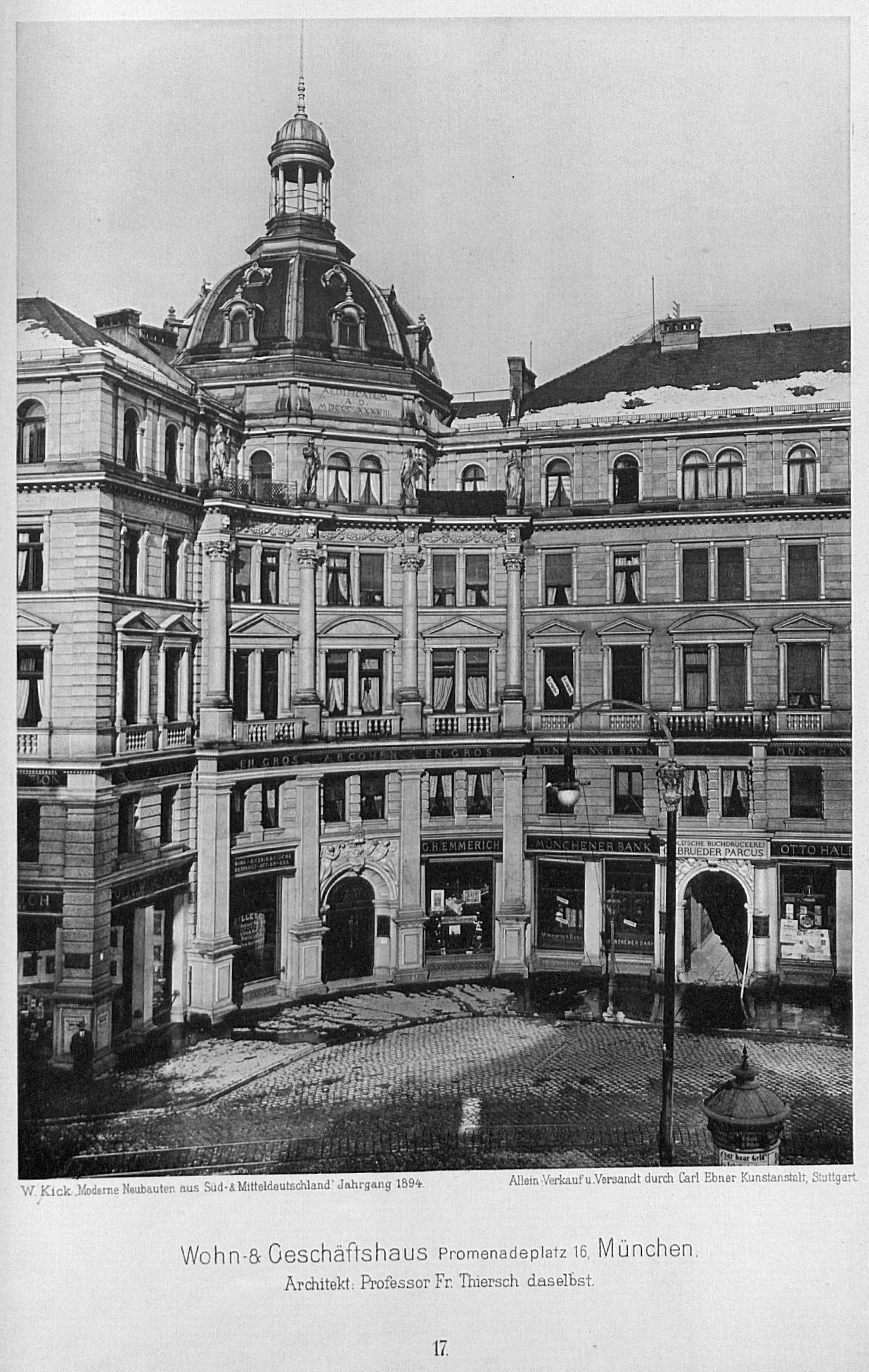
Parcus-Haus (vor 1895)

Das Parcus-Haus ist ein Wohn- und Geschäftshaus im Kreuzviertel der Münchner Altstadt, Promenadeplatz 12 (ehemals 16). Das Gebäude steht unter Denkmalschutz.
Der fünfgeschossige Bau im Stil der Neurenaissance wurde 1887–1888 nach Entwürfen des Architekten Friedrich von Thiersch für die Buchdruckerei Gebr. Parcus erbaut. Das vorher an diesem Platz stehende Palais Hörwarth wurde dafür abgerissen.
Während des Zweiten Weltkriegs wurde das Gebäude schwer beschädigt und von 1948 bis 1950 durch den Architekten Otto Roth in vereinfachter Form wiederaufgebaut. Erst im Jahr 2000 wurde die Kuppel rekonstruiert.